# Andrée Dumon
Pour les articles homonymes, voir Dumon.
Andrée Dumon, (aussi Dumont) Nadine dans la Résistance, née le 5 septembre 1922 à Bruxelles et morte le 30 janvier 2025 à Nivelles, est une résistante belge de la Seconde Guerre mondiale qui œuvra au sein du réseau d'évasion Comète qui vient en aide aux pilotes alliés tombés en territoire occupé pour leur permettre de rallier l'Angleterre à travers la Belgique, la France et l'Espagne. 
Trahie, elle est arrêtée puis déportée à Ravensbrück et enfin à Mauthausen. Elle n’est libérée qu'en avril 1945. Après de nombreuses années de silence, elle décide de témoigner auprès des plus jeunes et du grand public.

## Biographie

### Enfance
Andrée Dumon est née le 5 septembre 1922. Jusqu'à l’âge de six ans, sa famille vit au Congo. Sa mère, Marie Plessix, prend en charge l'instruction de ses enfants. En 1928, la famille revient en Belgique et Andrée est inscrite en cinquième année primaire en raison de ses lacunes en néerlandais. Elle termine néanmoins seconde de classe. Par la suite, elle est inscrite à l'Athénée royal d'Uccle. Aline Dumon, sa sœur, entame des études d'infirmière.
En 1939, âgée de 17 ans, elle ne comprend pas que la Belgique ne sorte pas de sa neutralité, pas plus qu'elle ne comprendra la capitulation belge de 1940. La famille Dumon, traversée par une fibre patriotique, s'engage dans la Résistance. Eugène Dumon, le père, médecin colonial, est l'un des dirigeants du Réseau Luc-Marc. Les parents d'Andrée Dumon et sa sœur, s'investissent également au sein de la Croix-Rouge de Belgique. Ils sont ainsi informés que des aviateurs alliés se cachent sur le territoire belge. Andrée commencera de bonne heure son entrée en résistance, tout d'abord à sa manière, en semant au vent, par exemple, dans les rues de Bruxelles des « V » découpés dans du papier-journal ou encore en chantant haut et fort des chants patriotiques de son cru,,.

### Action durant la Seconde Guerre mondiale
Andrée Dumon, dont le pseudonyme est Nadine pour éviter la confusion avec Andrée De Jongh, commence véritablement son action dans la résistance en étant courrier pour son père. Elle accomplit ainsi de multiples missions, d'abord à Bruxelles, ensuite à Tronchiennes et à Bruges. En octobre 1940, Marie Dumon, rencontre Frédéric De Jongh dont la fille, Andrée De Jongh, sera à l'origine de la création de la ligne d'évasion Comète avec Arnold Deppé et Henri Debliqui. Il propose à Andrée-Nadine de travailler pour lui. Elle accepte immédiatement avec enthousiasme et le seconde d’octobre 1940 jusqu’à son arrestation en août 1942.
En décembre 1941, elle conduit pour la première fois un pilote allié, Albert Day, de Bruxelles à Valenciennes. Elle doit en effet l'amener chez Charles Morelle qui le prendra en charge pour l'amener à Paris. Bien vite, Nadine conduit elle-même ses protégés jusqu'à Paris. Ce sont ainsi plusieurs dizaines de pilotes alliés, des Anglais, des Canadiens, des Australiens et même un Américain, qui bénéficient de ses services pour traverser la Belgique et la France occupées. Durant l’année 1942, elle guide, seule, onze aviateurs de Bruxelles à Paris,,. À Paris, ils sont pris en charge par d'autres passeurs du réseau Comète qui les acheminent en Espagne via les Pyrénées.

### Arrestation
Le 11 août 1942, la famille Dumon, dénoncée par un des agents du réseau dont le nom de code est « Coco », est arrêtée,,. Lorsque la police allemande débarque au petit matin, c'est la panique. Les Allemands se trompent dans un premier temps de maison et tambourinent à la porte des grands-parents. Le grand-père n'a le temps que de crier par la porte de communication entre les deux habitations: « Police allemande! ». Eugène suggère à sa fille de tenter de fuir par l'arrière tandis qu'il essaye de gagner les toits par la terrasse. La maison est cernée, ils sont interceptés et arrêtés. Marie Dumon, qui sera connue sous le pseudonyme de Françoise dans la résistance en 1943, est conduite à la Prison de Saint-Gilles. Elle ne sera entendue que bien plus tard, tandis qu'Eugène et Andrée Dumon sont conduits dans deux véhicules distincts vers les locaux de la Geheime Feldpolizei, rue Traversière à Saint-Josse-Ten-Noode ,. Seule Aline Dumon, n'étant pas à la maison, échappe à l'arrestation. Celle-ci devient plus tard une agente de Comète : « Michou » et rallie l'Angleterre en 1944, après avoir échappé à une arrestation.

### Interrogatoire
Mise au secret, Andrée refuse de dire quoi que ce soit durant les deux premiers jours. Une confrontation est alors organisée avec son délateur dont l'obséquiosité servile à l'égard de l'occupant la révulse. Son interrogatoire, parsemé de coups et de menaces d'exécution, se poursuit durant plusieurs semaines. L'officier instructeur revient fréquemment sur Frédéric De Jongh, posant sans cesse les mêmes questions.
L'interrogatoire d'Andrée Dumon se poursuit jusqu'à la fin de septembre 1942, date à laquelle elle est incarcérée à la prison de Saint-Gilles où elle restera un an avant d'être désignée comme Nacht und Nebel, ce qui implique sa déportation et, à terme, son extermination. Nadine est aidée par cette foi inébranlable en la victoire finale, son jeune âge (vingt ans) et sa capacité à ne jamais se départir de son humour.

### Déportation
Départ de la prison de Saint-Gilles le 29 août 1943. Sa déportation commence par la joie des retrouvailles avec son père, déporté par le même transport. Ils passent par plusieurs lieux de détention : Trèves, Cologne, Mesum, Deux-Ponts puis Essen. 
Ils ne se sont pas revus depuis leur arrestation. Un soldat allemand compatissant les laisse quelque temps ensemble mais à Cologne, ils sont séparés pour se retrouver ensuite brièvement à Essen. Par la suite, Andrée Dumon revoit son père dans une colonne de prisonniers. Afin de préserver toutes ses chances de le revoir encore par la suite sans éveiller les soupçons des Allemands, elle ne se précipite pas vers lui et décide de se faire discrète. C'est la dernière fois qu'elle voit son père. Déporté à Gross-Rosen, Eugène Dumon y décède, le 9 février 1945.
Andrée Dumon continue sa route, fait plusieurs camps, tente même, avec Nina Vanderkerkhove, une évasion d'une forteresse à Gross-Strelitz. L'évasion ne dure pas plus de deux heures, les deux fugitives sont repérées par un berger allemand. Nina Vankerkhove est battue au bâton par un soldat allemand, celui-ci renonce à faire de même avec Andrée qui le fixe droit dans les yeux en souriant. Elle passe quatre semaines sur les six prévues dans un cachot minuscule. Le responsable des camps, un homme habillé en civil, surnommé « 50 centimes » l'en sort. Par la suite, elle est envoyée au camp pour femmes de Ravensbrück et finalement, en mars 1944, à Mauthausen. Le voyage de Ravensbrück à Mauthausen dure quatre jours, sans manger, sans boire, dans des conditions d'hygiène déplorables. Andrée souffre d'une double otite purulente. À l'arrivée, elle est tellement faible que lorsqu'elle saute du fourgon à bestiaux dans lequel elle a fait le voyage, ses jambes se dérobent. Elle s'effondre au sol n'ignorant pas que les Allemands, si elle ne parvient pas à se relever, l'abattront. Ne sachant trop comment, elle parvient néanmoins à se redresser et à se remettre sur ses deux jambes pour une marche vers le camp de Mauthausen. Il fait encore noir, l'air est pur, la neige recouvre les arbres, le ciel est étoilé, l'Enns, un affluent du Danube, scintille. Andrée est au bout de ses forces. Elle est tentée de s'allonger sur le sol, pour en finir. Elle entend en son for intérieur une voix qui annonce à sa maman que sa fille a été abattue sur la route. Cette idée lui répugne, elle trouve alors la force, aidée par deux compagnes, de poursuivre la route. Arrivées au camp, elles doivent encore patienter plusieurs heures debout dans la neige que le camp se réveille. Les prisonniers sont conduits à la douche, on leur donne ensuite des vêtements de prisonniers. Nadine hérite d'une chemise pour homme trop grande et dépourvue de boutons. Un Allemand la marque sur le devant et dans le dos d'un K à la peinture rouge pour Krank : malade. Avec l'aide d'un soldat français qui l'informe que cette distinction la condamne à très brève échéance, elle parvient à l'effacer presque totalement. Tandis qu'un homme la porte pour l'amener vers son baraquement, des prisonniers lui adressent des mots de réconfort l'invitant au courage, elle répond : « Mais j'en ai du courage, mais je n'ai plus la force ».
À Mauthausen, sont envoyés les ennemis irréductibles du Troisième Reich. Ce camp fonctionne selon une politique d'extermination par le travail. Très vite, Andrée Dumon est envoyée à la carrière où les prisonniers travaillent comme des bêtes de somme.

### La libération
Diligentée par l'Armée française, une antenne de la Croix-Rouge canadienne libère le camp, le 22 avril 1945. Deux années et demie se sont écoulées depuis son arrestation. Commence alors un long périple pour regagner la Belgique via Saint-Gall et Annecy où elle prend un train vers Bruxelles. Elle revint chez elle, le 1er mai 1945. Sa mère, Marie Dumon et madame de Jongh l'accueillent à la gare,.
Andrée est extrêmement faible à son retour, elle souffre d'un typhus exanthématique qui sera suivi d'une paratyphoïde et mettra deux années pour marcher à nouveau correctement.

### Après-guerre
Andrée Dumon, comme de nombreux déportés, ne témoigne tout d'abord pas pendant de nombreuses années. Vers l'âge de 70 ans, elle commence cependant à raconter son histoire auprès des jeunes, accomplissant par là un devoir de mémoire. En 2011, la BBC lui consacre un documentaire, Nadine was betrayed by… (Nadine fut trahie par…).
En juin 2018, elle publie ses mémoires écrits au printemps 2013: Je ne vous ai pas oubliés.
En octobre 2022, à l'occasion de ses cent ans, elle est reçue au château de Laeken par le Roi Philippe.
Andrée Dumon meurt âgée de 102 ans le 30 janvier 2025 à Nivelles.

## Hommages
Le 3 septembre 1994 à l'occasion du cinquantième anniversaire de la libération de Bruxelles, Andrée Dumon est nommée citoyenne d'honneur de la commune d'Uccle, ainsi que le colonel Édouard Blondeel.
Le 4 décembre 2015, Andrée Dumon est nommée citoyenne d'honneur de Woluwe-Saint-Lambert en même temps que Lily de Gerlache.
En 2019, le nom d'Andrée Dumont (avec un t, conformément à l'inscription - erronée - à l'état civil) est donné à un clos à Uccle.

## Quelques personnes aidées par Andrée Dumon
- Nicolas Monami
- Gérard Waucquez
- Albert D. Day
- John Evans
- James A. Mc Cairns
- Louis Geerts
- Paul Burniat
- Robert M. Horsley
- Leslie H. Baveystock
- Allan McFadyen Mills
- Stanley E. King
- Benjamin W. Naylor
- Edward Siadecki
- Waczan Czekalski
- Bernard F. Evans
- John H. Watson
- Joseph T. Pack
- William Norfolk
- William Mac Farlane
- James Goldie
- Ronald Pearce
- William Orndorff

## Publications
- Liberté - Je ne vous ai pas oubliés, Andrée Dumon, 2014 publié par l'auteur.
- Je ne vous ai pas oubliés, Andrée Dumon, Éditions Mols, Collection Histoire, 2018, 235 p.  (ISBN 978-287402-239-5)

### Documentaires
- Le réseau Comète: Andrée De Jongh et Andrée Dumon, André Bossuroy, 2023
- Nadine was betrayed by…, BBC, 2011.
- Les combattants de l'Ombre, témoignage de résistants, Andrée Dumon ARTE-TV, Bernard George, 2011.
- Témoignage d'Andrée Dumon, IV-INIG, IV-NIOOO, 2012.
- Shot Down: Escaping Nazi Europe, Le réseau Comète, Nick Maddocks, Testimony Films, Yesterday, 2012.
- Fix de mémoire #4 - Andrée Dumon et la Ligne Comète, Gaspard Giersé, 2021.